# Jupiteria callimene
Jupiteria callimene – gatunek małża morskiego należącego do podgromady pierwoskrzelnych.
Muszla wielkości: 1,4 cm, szerokość 0,9 cm, kształtu wydłużonego. Występuje na głębokości od 180 do 470 metrów.
Są rozdzielnopłciowe, bez zaznaczonych różnic płciowych w budowie muszli. Odżywiają się planktonem oraz detrytusem.
Występuje od Kostaryki po Chile